# U-372
Unterseeboot 372 foi um submarino alemão do Tipo VIIC, pertencente a Kriegsmarine que atuou durante a Segunda Guerra Mundial.

## Comandantes
| Comandante                   | Data                                      |
| ---------------------------- | ----------------------------------------- |
| Kptlt. Heinz-Joachim Neumann | 19 de abril de 1941 - 4 de agosto de 1942 |

## Subordinação
Durante o seu tempo de serviço, esteve subordinado às seguintes flotilhas:
| Período                                      | Flotilha                                   |
| -------------------------------------------- | ------------------------------------------ |
| 19 de abril de 1941 - 1 de julho de 1941     | 1. Unterseebootsflottille (treinamento)    |
| 1 de julho de 1941 - 13 de dezembro de 1941  | 1. Unterseebootsflottille (serviço ativo)  |
| 14 de dezembro de 1941 - 4 de agosto de 1942 | 29. Unterseebootsflottille (serviço ativo) |

## Operações conjuntas de ataque
O U-372 participou das seguinte operações de ataque combinado durante a sua carreira:
- Rudeltaktik Brandenburg (15 de setembro de 1941 - 1 de outubro de 1941)
- Rudeltaktik Störtebecker (16 de novembro de 1941 - 19 de novembro de 1941)
- Rudeltaktik Steuben (19 de novembro de 1941 - 2 de dezembro de 1941)